# 格勒诺布尔有轨电车D线
格勒诺布尔有轨电车D线（法語：Ligne D du tramway de Grenoble）是法国东南部城市格勒诺布尔的一条有轨电车线路，全长2.6公里，于2007年10月6日开通运营。
格勒诺布尔有轨电车D线是法国最短的有轨电车线路。

## 历史
D线最初计划为C线的支线部分，后期则规划成为独立运营的一条线路。2007年10月6日正式投入运营。

## 路线
格勒诺布尔有轨电车D线大致呈南北走向，全长2.6公里，共设有6个车站，均在圣马丁代尔境内。全线均为复线接触网式线路。

## 运营
格勒诺布尔有轨电车D线的运营时间为每天5:57至次日凌晨0:09（周日及节假日为6:01至次日0:16），高峰期最低间隔约为10分钟一班，全程运行时间大约为9分钟，商业运行速度约为每小时17.3公里，小交路北侧起讫点为。
2015年，格勒诺布尔有轨电车D线的搭载乘客总数量为80.7万人次，平均每天每公里约850人次，是格勒诺布尔有轨电车线路网中运量最低的一条线路。

## 车型
格勒诺布尔有轨电车D线最初采用法兰西标准有轨电车，共有3列。

## 车辆所
D线的车辆所为"耶尔"（Gières），位于B线东端终点站耶尔体育公园附近。

## 站点设置
| 格勒诺布尔有轨电车D线线路表 |                                      |            |              |
| 车站名称                    | 站台类型                             | 所在市镇   | 可换乘线路   |
| 圣马丁代尔-勋章大学         | 单线单侧站台 （和B下行方向同台异线） | 圣马丁代尔 | B            |
| 内尔比克-贝勒多讷           | 双侧式站台 （和C同台同线）           | 圣马丁代尔 | C · 15       |
| 市镇政务中心                | 双侧式站台                           | 圣马丁代尔 | 14           |
| 埃杜阿尔·瓦艾扬             | 双侧式站台                           | 圣马丁代尔 | C5           |
| 若布朗雄公园                | 双侧式站台                           | 圣马丁代尔 |              |
| 圣马丁代尔-埃蒂安·格拉普    | 双侧式站台                           | 圣马丁代尔 | C6 · C7 · 12 |
| 1.                          |                                      |            |              |